# Ptilium
Ptilium là một chi rêu trong họ Hypnaceae.